# Saison 2010-2011 du Clermont Foot Auvergne 63
Chronologie
Saison précédente
La saison 2010-2011 du Clermont Foot Auvergne 63, club de football français, voit le club évoluer en Ligue 2.

## Transferts

### Été 2010
| Nom                 | Nationalité | Transfert      | Provenance/Destination  | Division             |
| Arrivées            |             |                |                         |                      |
| Romain Alessandrini | France      |                | FC Gueugnon             | National             |
| Nicolas Bayod       | France      | Libre          | Nîmes Olympique         | Ligue 2              |
| Marvin Esor         | France      |                | AC Arles-Avignon        | Ligue 1              |
| Fabien Farnolle     | France      |                | Girondins de Bordeaux   | Ligue 1              |
| Cédric Lubasa       | Congo       |                | ES Fréjus               | National             |
| Guillaume Moullec   | France      | Libre          | FC Nantes               | Ligue 2              |
| Mehdi Namli         | Maroc       |                | Olympique de Safi       | Botola               |
| Damien Perrinelle   | France      |                | US Boulogne             | Ligue 2              |
| Yacouba Sylla       | Sénégal     |                | SM Caen                 | Ligue 1              |
| Retour de prêts     |             |                |                         |                      |
| Prêts               |             |                |                         |                      |
| Donato Bottone      | Italie      |                | Juventus                | Serie A              |
| Yvan Erichot        | France      |                | AS Monaco               | Ligue 1              |
| Sloan Privat        | France      |                | FC Sochaux-Montbéliard  | Ligue 1              |
| Signatures pros     |             |                |                         |                      |
| Départs             |             |                |                         |                      |
| Mehdi Benatia       | Maroc       | Fin de contrat | Udinese                 | Serie A              |
| Pierre Bouysse      | France      | Fin de contrat |                         |                      |
| Samuel Darchy       | France      |                | Rodez AF                | CFA                  |
| Martin Douillard    | France      | Fin de contrat | Vendée Luçon Football   | CFA                  |
| Romain Lambay       | France      | Fin de contrat |                         |                      |
| Ahmed Madouni       | Algérie     |                | FC Union Berlin         | 2. Bundesliga        |
| Mickaël Murcy       | France      | Fin de contrat | Shandong Luneng Taishan | Chinese Super League |
| Chafik Najih        | France      | Fin de contrat | AC Arles-Avignon        | Ligue 1              |
| Retour de prêts     |             |                |                         |                      |
| Romain Armand       | France      | Fin de prêt    | Montpellier HSC         | Ligue 1              |
| Loris Arnaud        | France      | Fin de prêt    | Paris SG                | Ligue 1              |
| Yacine Brahimi      | France      | Fin de prêt    | Stade rennais           | Ligue 1              |
| Carlo Vecchione     | Italie      | Fin de prêt    | Juventus                | Serie A              |
| Prêts               |             |                |                         |                      |

### Hiver 2011
| Nom             | Nationalité | Transfert | Provenance/Destination | Division |
| Arrivées        |             |           |                        |          |
| Retour de prêts |             |           |                        |          |
| Prêts           |             |           |                        |          |
| Signatures pros |             |           |                        |          |
| Départs         |             |           |                        |          |
| Retour de prêts |             |           |                        |          |
| Prêts           |             |           |                        |          |

## Matchs amicaux
| Mardi 6 juillet 2010 | Clermont                       | 1 – 0 | Monaco | 20:00 - Stade de la Vouée, Châtel-Guyon     |                                             |
|                      | Franck Chaussidière 50e (pen.) |       |        | Spectateurs : 500 Arbitrage : Silas Billong | Spectateurs : 500 Arbitrage : Silas Billong |
|                      | Rapport                        |       |        | Spectateurs : 500 Arbitrage : Silas Billong | Spectateurs : 500 Arbitrage : Silas Billong |

| Vendredi 9 juillet 2010 | Saint-Étienne                          | 2 – 0 | Clermont | 19:30 - Stade Charles-Massot, Puy-en-Velay        |                                                   |
|                         | Gonzalo Bergessio 8e · Bakary Sako 71e |       |          | Spectateurs : 1 500 Arbitrage : Nicolas Rainville | Spectateurs : 1 500 Arbitrage : Nicolas Rainville |
|                         | Rapport                                |       |          | Spectateurs : 1 500 Arbitrage : Nicolas Rainville | Spectateurs : 1 500 Arbitrage : Nicolas Rainville |

| Vendredi 16 juillet 2010 | Clermont | 0 – 0 | Moulins | 20:00 - Stade Gabriel-Montpied, Clermont-Ferrand |  |
|                          |          |       |         |                                                  |  |
|                          | Rapport  |       |         |                                                  |  |

| Mardi 20 juillet 2010 | Clermont         | 1 – 1 | Châteauroux      | 20:00 - Stade Emile-Pons, Riom                |                                               |
|                       | Sloan Privat 42e |       | 50e Kévin Dupuis | Spectateurs : 1 000 Arbitrage : Romain Chapon | Spectateurs : 1 000 Arbitrage : Romain Chapon |
|                       | Rapport          |       |                  | Spectateurs : 1 000 Arbitrage : Romain Chapon | Spectateurs : 1 000 Arbitrage : Romain Chapon |

| Samedi 24 juillet 2010 | Le Mans                      | 1 – 1 | Clermont          | 18:00 - Stade Alexandre-Cueille, Tulle     |                                            |
|                        | Thorstein Helstad 38e (pen.) |       | 42e Jacques Salze | Spectateurs : 500 Arbitrage : Gaëtan Goron | Spectateurs : 500 Arbitrage : Gaëtan Goron |
|                        | Rapport                      |       |                   | Spectateurs : 500 Arbitrage : Gaëtan Goron | Spectateurs : 500 Arbitrage : Gaëtan Goron |

| Mardi 27 juillet 2010 | Clermont                                                    | 3 – 0 | UNFP | 19:00 - Stade Gabriel-Montpied, Clermont-Ferrand |                   |
|                       | Donato Bottone 5e · Donato Bottone 57e · Donato Bottone 68e |       |      | Spectateurs : 500                                | Spectateurs : 500 |
|                       | Rapport                                                     |       |      | Spectateurs : 500                                | Spectateurs : 500 |

## Coupe de France
| 7e tour Dimanche 21 novembre 2010 | Royan   | 0 - 3 | Clermont                                                  | 14:30 - Stade Auguste-Delaune, Vaux-sur-Mer |                     |
|                                   |         |       | 56e Rachid Hamdani · 69e Rachid Hamdani · 72e Mehdi Namli | Spectateurs : 1 500                         | Spectateurs : 1 500 |
|                                   | Rapport |       |                                                           | Spectateurs : 1 500                         | Spectateurs : 1 500 |

| 8e tour Samedi 12 décembre 2010 | Clermont                                                                                            | 5 - 0 | Thiers | 18:30 - Stade Gabriel-Montpied, Clermont-Ferrand |
|                                 | Marvin Esor 8e · Nicolas Haquin 36e · Nicolas Bayod 50e · Nicolas Haquin 56e · Florent Sauvadet 77e |       |        |                                                  |
|                                 | Rapport                                                                                             |       |        |                                                  |

| 32e de finale Samedi 9 janvier 2011 | Saint-Étienne | 0 - 2 | Clermont                             | 20:45 - Stade Geoffroy-Guichard, Saint-Étienne     |                                                    |
|                                     |               |       | 4e Sloan Privat · 59e Nicolas Haquin | Spectateurs : 12 260 Arbitrage : Nicolas Rainville | Spectateurs : 12 260 Arbitrage : Nicolas Rainville |
|                                     | Rapport       |       |                                      | Spectateurs : 12 260 Arbitrage : Nicolas Rainville | Spectateurs : 12 260 Arbitrage : Nicolas Rainville |

| 16e de finale Samedi 22 janvier 2011 | Clermont                | 1 - 3 | Reims                                                           | 15:00 - Stade Gabriel-Montpied, Clermont-Ferrand |                                            |
|                                      | Romain Alessandrini 38e |       | 23e Thomas Gamiette · 27e Julien Toudic · 39e Romain Amalfitano | Spectateurs : 3 015 Arbitrage : Bruno Coué       | Spectateurs : 3 015 Arbitrage : Bruno Coué |

## Coupe de la Ligue
| 1er tour Vendredi 30 juillet 2010 | Clermont                                                       | 3 - 1 | Metz             | 20:00 - Stade Gabriel-Montpied, Clermont-Ferrand  |                                                   |
|                                   | Romain Alessandrini 53e · Sloan Privat 65e · Nicolas Bayod 75e |       | 35e Rudy Gestede | Spectateurs : 2 326 Arbitrage : Sébastien Desiage | Spectateurs : 2 326 Arbitrage : Sébastien Desiage |
|                                   | Rapport                                                        |       |                  | Spectateurs : 2 326 Arbitrage : Sébastien Desiage | Spectateurs : 2 326 Arbitrage : Sébastien Desiage |

| 2e tour Mardi 24 août 2010 | Clermont                                     | 2 - 3 | Boulogne                                                        | 20:00 - Stade Gabriel-Montpied, Clermont-Ferrand |                                                |
|                            | Nicolas Haquin 34e · Franck Chaussidière 60e |       | 40e Vincent Bessat · 53e Guillaume Ducatel · 90+1e Grégory Thil | Spectateurs : 2 085 Arbitrage : Pierre Longere   | Spectateurs : 2 085 Arbitrage : Pierre Longere |
|                            | Rapport                                      |       |                                                                 | Spectateurs : 2 085 Arbitrage : Pierre Longere   | Spectateurs : 2 085 Arbitrage : Pierre Longere |

## Ligue 2
| Bilan des matches |    |    |    |    |    |    |    |    |    |    |    |    |    |    |    |    |    |    |    |    |    |    |    |    |    |    |    |    |    |    |    |    |    |    |    |    |    |    |
| Journée           | 01 | 02 | 03 | 04 | 05 | 06 | 07 | 08 | 09 | 10 | 11 | 12 | 13 | 14 | 15 | 16 | 17 | 18 | 19 | 20 | 21 | 22 | 23 | 24 | 25 | 26 | 27 | 28 | 29 | 30 | 31 | 32 | 33 | 34 | 35 | 36 | 37 | 38 |
| Lieu              | E  | D  | E  | D  | D  | E  | D  | E  | D  | E  | D  | E  | D  | E  | D  | E  | D  | E  | D  | E  | D  | E  | E  | D  | E  | D  | E  | D  | E  | D  | E  | D  | E  | D  | E  | D  | E  | D  |
| Résultat          | N  | N  | D  | D  | V  | D  | V  | N  | N  | D  | V  | N  | N  | N  | D  | D  | V  | V  | N  | V  | V  | D  | D  | N  | V  | V  | N  | N  | N  | N  | N  | V  | D  | V  | D  | N  | N  | V  |
| Class.            | 7  | 12 | 18 | 20 | 14 | 19 | 14 | 14 | 15 | 17 | 12 | 13 | 14 | 13 | 15 | 17 | 16 | 13 | 13 | 12 | 8  | 11 | 13 | 13 | 12 | 9  | 11 | 11 | 11 | 11 | 11 | 10 | 11 | 7  | 8  | 8  | 8  | 7  |

      Relégable

### Phase aller
| Journée 1 Vendredi 6 août 2010 7e place 1 point | Boulogne               | 1 – 1 | Clermont                | 20:00 - Stade de la Libération, Boulogne-sur-Mer |                                                |
|                                                 | Grégory Thil 9e (pen.) |       | 87e Romain Alessandrini | Spectateurs : 7 963 Arbitrage : Olivier Husset   | Spectateurs : 7 963 Arbitrage : Olivier Husset |

| Journée 2 Vendredi 13 août 2010 12e place 2 points | Clermont                                 | 2 – 2 | Dijon                                         | 20:00 - Stade Gabriel-Montpied, Clermont-Ferrand |                                                  |
|                                                    | Sloan Privat 15e · Damien Perrinelle 45e |       | 29e Christophe Mandanne · 59e Sebastián Ribas | Spectateurs : 3 800 Arbitrage : Yohann Rouinsard | Spectateurs : 3 800 Arbitrage : Yohann Rouinsard |

| Journée 3 Vendredi 17 août 2010 18e place 2 points | Tours                                                                 | 3 – 2 | Clermont                                | 20:00 - Stade de la Vallée du Cher, Tours    |                                              |
|                                                    | Abraham Guié Guié 37e · Abraham Guié Guié 39e · Abraham Guié Guié 79e |       | 65e Nicolas Haquin · 74e Nicolas Haquin | Spectateurs : 5 882 Arbitrage : Ludovic Remy | Spectateurs : 5 882 Arbitrage : Ludovic Remy |

| Journée 4 Vendredi 20 août 2010 20e place 2 points | Clermont         | 1 – 2 | Angers                               | 20:00 - Stade Gabriel-Montpied, Clermont-Ferrand  |                                                   |
|                                                    | Sloan Privat 13e |       | 25e Jérémy Henin · 81e Férébory Doré | Spectateurs : 3 608 Arbitrage : Sébastien Desiage | Spectateurs : 3 608 Arbitrage : Sébastien Desiage |

| Journée 5 Vendredi 27 août 2010 14e place 5 points | Clermont                                  | 2 – 1 | Le Havre          | 20:00 - Stade Gabriel-Montpied, Clermont-Ferrand |                                               |
|                                                    | Marvin Esor 44e · Romain Alessandrini 83e |       | 51e Walid Mesloub | Spectateurs : 3 472 Arbitrage : Benoît Millot    | Spectateurs : 3 472 Arbitrage : Benoît Millot |

| Journée 6 Vendredi 10 septembre 2010 19e place 5 points | Sedan                                                                                     | 4 – 0 | Clermont | 20:00 - Stade Louis-Dugauguez, Sedan           |                                                |
|                                                         | Yohann Eudeline 34e · Lossémy Karaboué 57e · Pierrick Valdivia 63e · Lossémy Karaboué 72e |       |          | Spectateurs : 7 451 Arbitrage : Didier Falcone | Spectateurs : 7 451 Arbitrage : Didier Falcone |

| Journée 7 Vendredi 17 septembre 2010 14e place 8 points | Clermont                                  | 2 – 0 | Nîmes | 20:00 - Stade Gabriel-Montpied, Clermont-Ferrand   |                                                    |
|                                                         | Franck Chaussidière 2e · Sloan Privat 90e |       |       | Spectateurs : 3 823 Arbitrage : Christian Guillard | Spectateurs : 3 823 Arbitrage : Christian Guillard |

| Journée 8 Vendredi 24 septembre 2010 14e place 9 points | Istres                                     | 2 – 2 | Clermont                                    | 20:00 - Stade Parsemain, Fos-sur-Mer          |                                               |
|                                                         | Adeílson 25e · Damien Perrinelle 78e (csc) |       | 14e Romain Alessandrini · 19e Nicolas Bayod | Spectateurs : 1 746 Arbitrage : Mikael Lesage | Spectateurs : 1 746 Arbitrage : Mikael Lesage |

| Journée 9 Vendredi 1er octobre 2010 15e place 10 points | Clermont                                                           | 3 – 3 | Évian                                                       | 20:00 - Stade Gabriel-Montpied, Clermont-Ferrand |                                                |
|                                                         | Nicolas Bayod 3e · Damien Perrinelle 49e · Sloan Privat 59e (pen.) |       | 11e Olivier Sorlin · 18e Kévin Bérigaud · 74e Cédric Cambon | Spectateurs : 3 730 Arbitrage : Benoît Bastien   | Spectateurs : 3 730 Arbitrage : Benoît Bastien |

| Journée 10 Vendredi 15 octobre 2010 17e place 10 points | Le Mans                                    | 2 – 0 | Clermont | 20:00 - Stade Léon-Bollée, Le Mans               |                                                  |
|                                                         | Roland Lamah 46e (pen.) · Roland Lamah 54e |       |          | Spectateurs : 5 041 Arbitrage : Yohann Rouinsard | Spectateurs : 5 041 Arbitrage : Yohann Rouinsard |

| Journée 11 Mardi 19 octobre 2010 12e place 13 points | Clermont                                   | 2 – 0 | Laval | 20:00 - Stade Gabriel-Montpied, Clermont-Ferrand |                                                |
|                                                      | Sloan Privat 18e (pen.) · Sloan Privat 49e |       |       | Spectateurs : 4 179 Arbitrage : Didier Falcone   | Spectateurs : 4 179 Arbitrage : Didier Falcone |

| Journée 12 Vendredi 22 octobre 2010 13e place 14 points | Troyes            | 1 – 1 | Clermont             | 20:00 - Stade de l'Aube, Troyes                  |                                                  |
|                                                         | Mounir Obbadi 66e |       | 88e Florian Sauvadet | Spectateurs : 6 385 Arbitrage : Dominique Julien | Spectateurs : 6 385 Arbitrage : Dominique Julien |

| Journée 13 Vendredi 29 octobre 2010 14e place 15 points | Clermont                | 1 – 1 | Metz             | 20:00 - Stade Gabriel-Montpied, Clermont-Ferrand |                                              |
|                                                         | Franck Chaussidière 77e |       | 66e Mario Mutsch | Spectateurs : 5 036 Arbitrage : Stéphane Bré     | Spectateurs : 5 036 Arbitrage : Stéphane Bré |

| Journée 14 Vendredi 5 novembre 2010 13e place 16 points | Vannes                    | 1 – 1 | Clermont                | 20:00 - Stade de la Rabine, Vannes                |                                                   |
|                                                         | Yohann Rivière 55e (pen.) |       | 32e (pen.) Sloan Privat | Spectateurs : 2 797 Arbitrage : Nicolas Rainville | Spectateurs : 2 797 Arbitrage : Nicolas Rainville |

| Journée 15 Vendredi 12 novembre 2010 15e place 16 points | Clermont | 0 – 1 | Châteauroux           | 20:00 - Stade Gabriel-Montpied, Clermont-Ferrand      |                                                       |
|                                                          |          |       | 18e Julien Cordonnier | Spectateurs : 3 763 Arbitrage : Jean-Charles Cailleux | Spectateurs : 3 763 Arbitrage : Jean-Charles Cailleux |

| Journée 16 Vendredi 26 novembre 2010 17e place 16 points | Nantes                              | 2 – 0 | Clermont | 20:00 - Stade de la Beaujoire, Nantes         |                                               |
|                                                          | Rémy Rodelin 22e · Rémy Rodelin 69e |       |          | Spectateurs : 8 655 Arbitrage : Cédric Cotrel | Spectateurs : 8 655 Arbitrage : Cédric Cotrel |

| Journée 17 Mardi 7 décembre 2010 16e place 19 points | Clermont                                   | 2 – 0 | Ajaccio | 20:00 - Stade Gabriel-Montpied, Clermont-Ferrand |                                               |
|                                                      | Romain Alessandrini 50e · Sloan Privat 60e |       |         | Spectateurs : 4 528 Arbitrage : William Lavis    | Spectateurs : 4 528 Arbitrage : William Lavis |

| Journée 18 Vendredi 17 décembre 2010 13e place 22 points | Reims              | 1 – 3 | Clermont                                                                   | 20:00 - Stade Auguste-Delaune, Reims         |                                              |
|                                                          | Joachim Ichane 17e |       | 5e Sloan Privat · 71e (pen.) Franck Chaussidière · 82e Romain Alessandrini | Spectateurs : 6 426 Arbitrage : Ludovic Rémy | Spectateurs : 6 426 Arbitrage : Ludovic Rémy |

| Journée 19 Mardi 21 décembre 2010 13e place 23 points | Clermont                                   | 2 – 2 | Grenoble                                        | 20:00 - Stade Gabriel-Montpied, Clermont-Ferrand |                                               |
|                                                       | Sloan Privat 40e · Romain Alessandrini 45e |       | 47e Nicolas Dieuze · 92e Jean-Jacques Mandrichi | Spectateurs : 3 764 Arbitrage : Benoît Millot    | Spectateurs : 3 764 Arbitrage : Benoît Millot |

### Phase retour
| Journée 20 Samedi 15 janvier 2011 12e place 26 points | Dijon | 0 – 1 | Clermont        | 15:00 - Stade Gaston-Gérard, Dijon               |                                                  |
|                                                       |       |       | 9e Sloan Privat | Spectateurs : 5 569 Arbitrage : Dominique Julien | Spectateurs : 5 569 Arbitrage : Dominique Julien |

| Journée 21 Samedi 29 janvier 2011 8e place 29 points | Clermont                                                           | 3 – 1 | Tours                 | 15:00 - Stade Gabriel-Montpied, Clermont-Ferrand |                                                 |
|                                                      | Guillaume Moullec 36e · Sloan Privat 50e · Romain Alessandrini 76e |       | 90e Abraham Guié Guié | Spectateurs : 3 481 Arbitrage : Laurent Duhamel  | Spectateurs : 3 481 Arbitrage : Laurent Duhamel |

| Journée 22 Samedi 5 février 2011 11e place 29 points | Angers                 | 1 – 0 | Clermont | 15:00 - Stade Jean-Bouin, Angers               |                                                |
|                                                      | Gaëtan Charbonnier 16e |       |          | Spectateurs : 4 740 Arbitrage : Olivier Husset | Spectateurs : 4 740 Arbitrage : Olivier Husset |

| Journée 23 Samedi 12 février 2011 13e place 29 points | Le Havre                    | 1 – 0 | Clermont | 15:00 - Stade Jules-Deschaseaux, Le Havre     |                                               |
|                                                       | Damien Perrinelle 47e (csc) |       |          | Spectateurs : 8 231 Arbitrage : Mikael Lesage | Spectateurs : 8 231 Arbitrage : Mikael Lesage |

| Journée 24 Vendredi 18 février 2011 13e place 30 points | Clermont           | 1 – 1 | Sedan           | 20:00 - Stade Gabriel-Montpied, Clermont-Ferrand |                                                |
|                                                         | Sloan Privat 90+1e |       | 21e Yoann Court | Spectateurs : 3 191 Arbitrage : Benoît Bastien   | Spectateurs : 3 191 Arbitrage : Benoît Bastien |

| Journée 25 Vendredi 25 février 2011 12e place 33 points | Nîmes            | 1 – 2 | Clermont                                    | 20:00 - Stade des Costières, Nîmes            |                                               |
|                                                         | Yannick Boli 77e |       | 9e Rachid Hamdani · 80e (pen.) Sloan Privat | Spectateurs : 6 647 Arbitrage : Wilfried Bien | Spectateurs : 6 647 Arbitrage : Wilfried Bien |

| Journée 26 Vendredi 4 mars 2011 9e place 36 points | Clermont                                  | 2 – 0 | Istres | 20:30 - Stade Gabriel-Montpied, Clermont-Ferrand  |                                                   |
|                                                    | Romain Alessandrini 73e · Mehdi Namli 80e |       |        | Spectateurs : 3 557 Arbitrage : Bartolomeu Varela | Spectateurs : 3 557 Arbitrage : Bartolomeu Varela |

| Journée 27 Vendredi 11 mars 2011 11e place 37 points | Évian                | 1 – 1 | Clermont         | 20:00 - Parc des Sports, Annecy                  |                                                  |
|                                                      | Youssef Adnane 90+5e |       | 32e Sloan Privat | Spectateurs : 5 091 Arbitrage : Hervé Piccirillo | Spectateurs : 5 091 Arbitrage : Hervé Piccirillo |

| Journée 28 Vendredi 18 mars 2011 11e place 38 points | Clermont | 0 – 0 | Le Mans | 20:00 - Stade Gabriel-Montpied, Clermont-Ferrand |
|                                                      |          |       |         | Spectateurs : 4 616 Arbitrage : Tony Chapron     |

| Journée 29 Vendredi 1er avril 2011 11e place 39 points | Laval             | 1 – 1 | Clermont         | 20:00 - Stade Francis-Le-Basser, Laval       |                                              |
|                                                        | Seïd Khiter 90+2e |       | 68e Sloan Privat | Spectateurs : 4 835 Arbitrage : Ludovic Remy | Spectateurs : 4 835 Arbitrage : Ludovic Remy |

| Journée 30 Vendredi 8 avril 2011 11e place 40 points | Clermont                                 | 2 – 2 | Troyes                                 | 20:00 - Stade Gabriel-Montpied, Clermont-Ferrand |                                                |
|                                                      | Sloan Privat 30e · Damien Perrinelle 40e |       | 5e Sébastien Grax · 18e Sébastien Grax | Spectateurs : 5 060 Arbitrage : Didier Falcone   | Spectateurs : 5 060 Arbitrage : Didier Falcone |

| Journée 31 Vendredi 15 avril 2011 11e place 41 points | Metz                                                                  | 3 – 3 | Clermont                                                             | 20:00 - Stade Saint-Symphorien, Metz            |                                                 |
|                                                       | Kalidou Koulibaly 33e · Mathieu Duhamel 45+2e · Mathieu Duhamel 90+3e |       | 37e Sloan Privat · 52e Romain Alessandrini · 80e Romain Alessandrini | Spectateurs : 8 988 Arbitrage : Abdelali Chaoui | Spectateurs : 8 988 Arbitrage : Abdelali Chaoui |

| Journée 32 Vendredi 22 avril 2011 10e place 44 points | Clermont         | 1 – 0 | Vannes | 20:00 - Stade Gabriel-Montpied, Clermont-Ferrand |                                               |
|                                                       | Sloan Privat 37e |       |        | Spectateurs : 3 774 Arbitrage : Mikael Lesage    | Spectateurs : 3 774 Arbitrage : Mikael Lesage |

| Journée 33 Vendredi 29 avril 2011 11e place 44 points | Châteauroux                                                    | 3 – 1 | Clermont         | 20:00 - Stade Gaston-Petit, Châteauroux          |                                                  |
|                                                       | Bryan Bergougnoux 50e · Bryan Bergougnoux 65e · Amara Baby 88e |       | 9e Jacques Salze | Spectateurs : 6 278 Arbitrage : Dominique Julien | Spectateurs : 6 278 Arbitrage : Dominique Julien |

| Journée 34 Vendredi 6 mai 2011 7e place 47 points | Clermont                              | 2 – 1 | Nantes           | 20:00 - Stade Gabriel-Montpied, Clermont-Ferrand |                                                |
|                                                   | Jacques Salze 29e · Nicolas Bayod 42e |       | 59e Serges Deblé | Spectateurs : 6 438 Arbitrage : Amaury Delerue   | Spectateurs : 6 438 Arbitrage : Amaury Delerue |

| Journée 35 Mardi 10 mai 2011 8e place 47 points | Ajaccio           | 1 – 0 | Clermont | 20:00 - Stade François-Coty, Ajaccio         |                                              |
|                                                 | Yoann Poulard 35e |       |          | Spectateurs : 4 343 Arbitrage : Tony Chapron | Spectateurs : 4 343 Arbitrage : Tony Chapron |

| Journée 36 Vendredi 13 mai 2011 8e place 48 points | Clermont                | 1 – 1 | Reims              | 20:00 - Stade Gabriel-Montpied, Clermont-Ferrand |                                               |
|                                                    | Sloan Privat 22e (pen.) |       | 6e Vincent Gragnic | Spectateurs : 4 869 Arbitrage : William Lavis    | Spectateurs : 4 869 Arbitrage : William Lavis |

| Journée 37 Vendredi 20 mai 2011 8e place 49 points | Grenoble                                  | 2 – 2 | Clermont                                 | 20:30 - Stade des Alpes, Grenoble             |                                               |
|                                                    | Yohann Lasimant 18e · Jackson Mendy 90+3e |       | 28e Guillaume Moullec · 58e Eugène Ekobo | Spectateurs : 5 032 Arbitrage : Florent Batta | Spectateurs : 5 032 Arbitrage : Florent Batta |

| Journée 38 Vendredi 27 mai 2011 7e place 52 points | Clermont                | 1 – 0 | Boulogne | 20:30 - Stade Gabriel-Montpied, Clermont-Ferrand |                                                |
|                                                    | Romain Alessandrini 26e |       |          | Spectateurs : 4 225 Arbitrage : Benoît Bastien   | Spectateurs : 4 225 Arbitrage : Benoît Bastien |

## Statistiques
Dernière mise à jour : 16 mai 2011

### Buteurs
| Joueur              | Total | Championnat | Coupe de France | Coupe de la Ligue |
| ------------------- | ----- | ----------- | --------------- | ----------------- |
| Sloan Privat        | 22    | 20          | 1               | 1                 |
| Romain Alessandrini | 12    | 10          | 1               | 1                 |
| Nicolas Haquin      | 6     | 2           | 3               | 1                 |
| Nicolas Bayod       | 5     | 3           | 1               | 1                 |
| Franck Chaussidière | 4     | 3           | 0               | 1                 |
| Rachid Hamdani      | 3     | 1           | 2               | 0                 |
| Damien Perrinelle   | 3     | 3           | 0               | 0                 |
| Jacques Salze       | 2     | 2           | 0               | 0                 |
| Florent Sauvadet    | 2     | 1           | 1               | 0                 |
| Marvin Esor         | 2     | 1           | 1               | 0                 |
| Mehdi Namli         | 2     | 1           | 1               | 0                 |
| Guillaume Moullec   | 1     | 1           | 0               | 0                 |
| c.s.c.              | 0     | 0           | 0               | 0                 |
| Total               | 64    | 48          | 11              | 5                 |

### Passeurs
| Joueur              | Championnat |
| ------------------- | ----------- |
| Romain Alessandrini | 7           |
| Sloan Privat        | 5           |
| Marvin Esor         | 4           |
| Eugène Ekobo        | 3           |
| Nicolas Haquin      | 2           |
| Rachid Hamdani      | 2           |
| Nicolas Bayod       | 1           |
| Cédric Bockhorni    | 1           |
| Franck Chaussidière | 1           |
| Guillaume Moullec   | 1           |
| Florent Sauvadet    | 1           |
| Total               | 28          |

### Cartons jaunes
| Joueur              | Championnat |
| ------------------- | ----------- |
| Marvin Esor         | 11          |
| Romain Alessandrini | 7           |
| Damien Perrinelle   | 6           |
| Eugène Ekobo        | 5           |
| Jacques Salze       | 5           |
| Franck Chaussidière | 5           |
| Nicolas Bayod       | 4           |
| Guillaume Moullec   | 4           |
| Cédric Bockhorni    | 4           |
| Michaël Fabre       | 4           |
| Bruce Abdoulaye     | 4           |
| Mehdi Namli         | 3           |
| Yacouba Sylla       | 2           |
| Jérôme Cellier      | 2           |
| Rachid Hamdani      | 2           |
| Sloan Privat        | 2           |
| Steven Pinto-Borges | 2           |
| Cédric Lubasa       | 1           |
| Fabien Farnolle     | 1           |
| Total               | 75          |

### Cartons rouges
| Joueur            | Championnat |
| ----------------- | ----------- |
| Marvin Esor       | 2           |
| Bruce Abdoulaye   | 2           |
| Damien Perrinelle | 1           |
| Total             | 5           |